# Larry Cole
Larry Rudolph Cole (15 de novembro de 1946) é um ex-jogador profissional de futebol americano estadunidense.

## Carreira
Larry Cole foi campeão da temporada de 1977 da National Football League jogando pelo Dallas Cowboys.